# Анна Николь
«А́нна Нико́ль» (англ. The Anna Nicole Smith Story) — биографический фильм о жизни Анны Николь Смит, вышел на экраны 30 августа 2007 года. Роль Анны Николь исполнила Уилла Форд.
Теглайн: «Скандальная жизнь, загадочная смерть».
По словам одного из продюсеров фильма, Джозефа Нассера, фильм можно будет охарактеризовать как «быстрый путь» (англ. "fast track").
Фильм является независимой продукцией, он был выпущен для проката в кинотеатрах.

## Сюжет
Фильм охватывает период жизни Анны Николь Смит, начинающийся с 17 лет и заканчивающийся её смертью. В фильме  показано, как она стремилась стать звездой, связанные с этим скандалы, её брак с Джеймсом Говардом Маршаллом II, её реалити-шоу «Шоу Анны Николь», рождение дочери, смерть сына, несколько её судебных тяжб и её смерть.

## В ролях
| Актёр                 | Роль                                                    |
| --------------------- | ------------------------------------------------------- |
| Уилла Форд            | Анна Николь Смит                                        |
| Патрик Райан Андерсон | взрослый Дэниел Смит (сын Анны Николь от первого брака) |
| Кристиан Берни        | Дэниел Смит (подросток)                                 |
| Джейк Шорт            | Дэниел Смит (ребёнок)                                   |
| Ричард Хёрд           | Джеймс Говард Маршалл II (второй муж Анны Николь)       |
| Крис Девлин           | Говард К. Стерн (адвокат и третий муж Анны Николь)      |
| Ленни Хирш            | Ларри Биркхед                                           |
| Лесли Кэй             | Джинджер                                                |
| Эллисон Данбар        | Кэсси                                                   |
| Джэйн Тэйни           | Беа                                                     |
| Ник Фальтас           | Карл                                                    |